# Diaphorus alacer
Diaphorus alacer är en tvåvingeart som beskrevs av Octave Parent 1934. Diaphorus alacer ingår i släktet Diaphorus och familjen styltflugor.
Artens utbredningsområde är Guyana. Inga underarter finns listade i Catalogue of Life.